# Шахбеговићи
Шахбеговићи су насељено мјесто у општини Соколац, Република Српска, БиХ. Према попису становништва из 1991. у насељу је живјело 180 становника.

## Становништво
Према попису становништва из 1991. године, мјесна заједница Шахбеговићи је имала 678 становника.
| Националност (мјесна заједница) | 1991.     |
| Муслимани                       | 429 (63%) |
| Срби                            | 233 (34%) |
| Југословени                     | 7 (1%)    |
| Хрвати                          | 2         |
| остали и непознато              | 7         |
| укупно                          | 678       |

| Демографија | Демографија | Демографија |
| Година      | Становника  | Становника  |
| ----------- | ----------- | ----------- |
| 1991.       | 180         |             |